# Unzmarkt-Frauenburg
Unzmarkt-Frauenburg è un comune austriaco di 1 378 abitanti nel distretto di Murtal, in Stiria; ha lo status di comune mercato (Marktgemeinde). È stato creato il 1º gennaio 1968 dalla fusione dei precedenti comuni di Frauenburg e Unzmarkt.